# Kanclerz ziemski
Kanclerz ziemski – w średniowiecznej Polsce urzędnik kierujący kancelarią księcia. Zasiadał w imieniu władcy w sądach, a także sporządzał dokumenty i przykładał na nich pieczęć książęcą.
Funkcja kanclerza ziemskiego była związana z okresem rozbicia dzielnicowego i w miarę łączenia się poszczególnych księstw-dzielnic w jedno państwo zanikała. Największe znaczenie zyskiwał stopniowo  kanclerz ziemski księstwa krakowskiego, jako kanclerz królewski czyli koronny. Od przełomu XIV-XV wieku na miejsce zmarłych kanclerzy ziemskich w poszczególnych księstwach nie mianowano już następców. Na terytorium I Rzeczypospolitej najdłużej – do pocz. XVI wieku – stanowisko kanclerza ziemskiego przetrwało na Mazowszu.
Z kolei w Księstwach Śląskich tytuły kanclerzy ziemskich zachowały się nawet do XVIII wieku.